# Яр Славутич
Григорій Михайлович Жуче́нко (псевдонім: Яр Славу́тич; 11 січня 1918, Жученки — 4 липня 2011, Едмонтон) — український літературознавець, мовознавець, дослідник історії української імміграції в Канаді, поет, перекладач, редактор, видавець, меценат української науки; доктор філософії з 1955 року, професор з 1960 року; дійсний член Української вільної академії наук (протягом 20 років був президентом її канадського відділення), Української Могилянсько-Мазепинської академії, член Наукового товариства імені Шевченка, Об'єднання українських письменників «Слово», Спілки письменників України, почесний член міжкафедральної наукової лабораторії «Українська література в англомовному світі» при Херсонському державному університеті у 2003—2001 роках.

## Життєпис

Батьки Григорія Жученка.

Народився 11 січня 1918 року хуторі Жученках (нині в межах села Благодатного Кропивницького району Кіровоградської області, Україна), був первістком у багатодітній сім'ї. Батько походив зі шляхетної родини, чий родовід сягав до часів Галицько-Волинського князівства й особливо прославився за козацької доби, мати — проста селянка. Освіту здобував у 1925—1927 роках у початковій школі села Благодатного, потім у початковій школі села Новошевченкового, яку закінчив 1930 року; у 1930—1932 роках навчався в семирічній школі у селі Гурівці.
Восени 1932 року його сім'я попала під розкуркулення. Його з батьком арештували за невиконання «плану до двору» здачі зерна, матір із доньками було геть вигнано з хутора. Статки сім'ї поділили між собою сільські активісти. По дорозі на заслання Григорію вдалося втекти з арештантського поїзда біля Богодухова, за Харковом. Місяць жебракував на залізницях із безпритульними підлітками, пробивався додому.
З 1935 року мешкав у Запоріжжі, де на комбінаті «Запоріжсталі» навчав грамоти неписьменних робітників, сам же поповнював свою освіту на вечірніх курсах і самотужки. Наступного року вступив до Запорізького педагогічного інституту на мовно-літературний факультет. У 1938 році, за переховування та читання забороненої літератури, зокрема книги «Кому повім печаль мою» Олександра Олеся, творів Володимира Винниченка, був заарештований і відбув тритижневе ув'язнення. У зв'язку з радянською-фінською війною Запорізький педагогічний інститут виконував функції військового шпиталю, а студентів розіслали на робочі місця, зокрема Григорій кілька місяців працював учителем у селі Ботієвому Запорізької області, що на Приазов'ї. 1940 року закінчив інститут, отримав диплом викладача української мови й літератури.
Восени 1940 року призваний до Червоної армії. Став курсантом інженерно-саперної школи 375-ї дивізії в Білоруській РСР, по закінченню якої отримав військове звання лейтенанта. Брав участь у німецько-радянській війні. Разом зі своїм взводом зводив мости на білоруських річках, а потім їх же руйнував у ході відступу радянських військ. На десятий день війни його дивізія потрапила в оточення. Уникнув полону й осів в Чернігівській області, де разом з іншими червоноармійцями створив підпільну групу, метою діяльності якої була боротьба за вільну Україну. В січні 1942 року ця організація переформувалась у «Чернігівську Січ» і стала північною ланкою Української повстанської армії. Підтримував зв'язки з діячами Організації українських націоналістів у Києві — Олегом Ольжичем, Оленою Телігою, Іваном Ірлявським тощо. У цей період пережив особисту трагедію — спалення есесівськими карателями його дружини Уляни разом із немовлям.
З жовтня 1943 року мешкав у Львові. Влітку 1944 виїхав на Захід. Після численних арештів і втеч опинився в американській зоні окупації Німеччини в Баварії. У 1945—1946 роках був вільним слухачем Українського вільного університету в Аугсбурзі. Видавав і редагував журнал «Зарево» в Аугсбурзі, працював в редакції журналу «Арка» в Мюнхені, брав участь у заснуванні Мистецького українського руху, був обраний секретарем його правління. У 1948 році одружився з Вірою Цибар.
З липня 1949 року — у Сполучених Штатах Америки, оселився в Філадельфії. Вчителював у суботній та вечірній школах, працював у палітурні. Протягом 1953—1955 років студіював у Пенсільванському університеті, де у 1954 році здобув науковий ступінь магістра, у 1955 році — доктора філософії, захистивши дисертацію на тему «The Poetry of Myklhailo Orest and its Background». Протягом 1955—1960 років викладав українську мову в Американській військовій школі мов у Монтереї (Каліфорнія).
З року 1960 року — у Канаді, де протягом 1960—1983 років обіймав посаду професора Альбертського університету в Едмонтоні, був керівником відділу славістики. У 1966 році обіймав посаду головного редактора часопису «Slavs in Canada»; був співредактором журналу «Names»; упорядник і видавець альманахів «Північне сяйво» I—V (1964—1971), «Західноканадський збірник НТШ» I—II (1973—1975) «Антологія української поезії в Канаді» (1975). 1976 року обирався президентом Канадського інституту назвознавства. В Едмонтоні заснував українську друкарню «Славута», де протягом 35 років видав близько сотні видань українською, англійською, французькою, білоруською, польською мовами.
1983 року вийшов на пенсію, але й до смерті не полишав літературну, наукову, педагогічну, видавничу, перекладацьку справу. Від 1990 року діє фонд Яра Славутича метою якого є надання допомоги українським діячам науки і культури на видання літератури. Починаючи з 1990 року не раз відвідував Україну. Об'їздив сотні міст і сіл.
Помер в Едмонтоні 4 липня 2011 року, де і похований на цвинтарі святого Михаїла (ділянка 2, квартал 18, могила 12).

## Творчість
Ще в шкільному віці почав писати вірші, а також написав сатиричне оповідання «Картяр». Навесні 1937 року, в редакції запорізької обласної газети, вперше читав свої вірші. 1938 року в харківському «Літературному журналі» був надрукований перший його вірш «Коню мій буланий». Згодом два його вірші опублікував київський журнал «Радянська література».
1943 року вперше в часописі «Нова Україна» виступив під іменем Яр Славутич. Там було надруковано кілька віршів із циклу «Запорожці». З того часу друкувався лише під цим іменем, що незабаром стало його легальним прізвищем.
Автор понад 50 книг різної тематики і жанрів, виданих українською, англійською, німецькою, французькою, польською, угорською, італійською, білоруською та російською мовами. Його перу належать:
поетичні збірки
- «Співає колос» (Аугсбург, 1945);
- «Гомін віків» (Аугсбург, 1946);
- «Правдоносці» (Мюнхен, 1948);
- «Спрага» (Мюнхен, 1950);
- «Оаза» (Едмонтон, 1960);
- «Маєстат» (Едмонтон, 1962);
- «Завойовники прерій» (Едмонтон, 1968);
- «Мудрощі мандрів» (Едмонтон, 1972);
- «Живі смолоскипи» (Едмонтон, 1983, Львів, 1992);
- «Шаблі тополь» (Київ, 1992);
- «Слово про Запорозьку Січ» (Дніпропетровськ, 1991);
- «Соловецький в'язень» (1992);
- «Трофеї. 1938—1963» (Едмонтон, 1963)[c][d];
- «Поезії та поеми: Повне видання (1937—2004)» (Едмонтон, 2004);

поеми
- «Донька без імені» (Буенос-Айрес, 1952);
- «Моя доба» (Львів, 1993);

проза
- «Місцями запорозькими» (Буенос-Айрес, 1957; друге видання 1963);
- «Козак та Амазонка» (1973);
- мемуари[12];

літературознавство
- «Модерна українська поезія, 1900—1950» (Філадельфія, 1950);
- «Розстріляна муза» (Детройт, 1955; Київ, 1992)[e];
- «Іван Франко і Росія» (1959);
- «Велич Шевченка» (1961)[f];
- «Шевченкова поетика» (Едмонтон, 1964);
- «Українська поезія в Канаді» (Едмонтон, 1976);
- «Анотована бібліографія української літератури в Канаді: Канадські книжкові видання 1908—1988» (Едмонтон, 1987);
- «Українська література в Канаді: Вибрані дослідження, статті й рецензії» (Едмонтон, 1992);
- «Меч і перо: Вибрані дослідження і статті» (Київ, 1992);

інші книги
- «Зібрані твори: 1938—1978» (Едмонтон, 1978);
- «У вирі багатокультурності: Спогади учасника» (Едмонтон, 1988);
- «Твори», томи 1—2. (Київ, 1994);
- «Твори», томи 1—5. (Едмонтон, 1998).

Автор шести підручників з української мови для іноземних студентів.

## Відзнаки
- Орден «За заслуги» III ступеня (1998; за багаторічну плідну літературну, наукову і громадську діяльність, вагомий особистий внесок у збагачення української інтелектуальної та мистецької скарбниці)[17];
- Золота Шевченківська медаль[2];
- Почесна Грамота Національної академії педагогічних наук України (2008)[18].

премії
- Української вільної академії наук[2];
- Української Могилянсько-Мазепинської академії[2];
- Українського літературного фонду імені Івана Франка в Чикаго[2];
- Імені Дмитра Загула[2];
- Імені Дмитра Яворницького (1993)[2];
- Імені Івана Кошелівця (2002)[2].

## Вшанування
- 1978 року побачила світ збірка «Творчість Яра Славутича: статті й рецензії», упорядкована Володимиром-Тарасом Жилою[19] та видана комітетом при Осередкові Наукового товариства імені Шевченка на Західну Канаду;
- 1997 року в Тернопільському педагогічному інституті проведена науково-практична конференція, присвячена творчості Яра Славутича[2];
- 2007 року засновано Всеукраїнську літературну премію імені Яра Славутича[4], яка присуджується за найкращий твір у жанрі поезії, прози, есеїстики, літературознавчих досліджень з проблем утвердження української державності і демократії[20].

## Виноски
1. ↑  Зробив пожертву в 9000 доларів США на відновлення Наукового товариства імені Тараса Шевченка у Львові[3].
2. ↑  Поезія Михайла Ореста та її підґрунтя.
3. ↑  Переклади з Вільяма Шекспіра, Джона Кітса, Юліуша Словацького, Ярослава Врхліцького, Христо Ботева й інших[15].
4. ↑  У збірці вміщена також автобіографія. С. 303—311.
5. ↑  У книзі згадано близько 500 прізвищ українських інтелігентів: письменників та вчених, знищених сталінським режимом.
6. ↑  У брошурі автор висловив думку, що найбільша велич Тараса Шевченка в тому, що він вперше в українській літературі заговорив про збройне повстання, про визволення України з московської неволі, про самостійність. С. 10[16].